# Gunung Ueh
Gunung Ueh är en kulle i Indonesien.   Den ligger i provinsen Aceh, i den västra delen av landet, 1 700 km nordväst om huvudstaden Jakarta. Toppen på Gunung Ueh är 155 meter över havet, eller 121 meter över den omgivande terrängen. Bredden vid basen är 4,0 km.
Terrängen runt Gunung Ueh är kuperad norrut, men söderut är den platt.Runt Gunung Ueh är det ganska glesbefolkat, med 22 invånare per kvadratkilometer. I omgivningarna runt Gunung Ueh växer i huvudsak städsegrön lövskog.